# Церковь Святого Иосифа (Малафу)
Церковь Святого Иосифа в Малафу (фр. Église Saint-Joseph de Mala'efo'ou) — римско-католическая церковь, расположенная в центре округа Мюа деревне Малафу, на острове Увеа, Уоллис и Футуна. Входит в епархию Уоллиса и Футуны.

## История
Церковь Святого Иосифа, построенная в 1859 году, является самой старой церковью на Увеа. Её строительство положило начало христианизации острова. Интерьер церкви богато украшен библейскими сценами, а также фресками с изображениями рыб и раковин, напоминающими традиционные узоры тапас..